# P. T. Barnum
Phineas Taylor Barnum (Bethel, 5 de julho de 1810 - Bridgeport, 7 de abril de 1891) foi um showman e empresário do ramo do entretenimento norte-americano, lembrado principalmente por promover as mais famosas críticas ao teatro (hoaxes) e por fundar o circo que viria a se tornar o Ringling Bros. e Barnum & Bailey Circus, também conhecido como Ringling Bros. Circus, Ringling Bros. ou simplesmente Ringling e Ringling Brothers Circus, quando os irmãos Ringling compraram a Barnum & Bailey Ltd. após a morte de Bailey em 1906, mas administraram os circos separadamente até que foram fundidos em 1919.
Seus sucessos provavelmente fizeram dele o primeiro milionário do show business. Embora Barnum tenha sido um autor, editor, filantropista e, por algum tempo, um político, ele disse o seguinte sobre si: "Eu sou um showman por profissão...e todo o embelezamento não fará de mim nada mais" e seus objetivos pessoais eram "colocar dinheiro no cofre". Barnum é também amplamente, e erroneamente, creditado como sendo o inventor da frase "Nasce um trouxa por minuto".

## Biografia
Nascido na cidade de Bethel, Barnum se tornou um pequeno empresário próximo dos vinte anos e fundou um jornal semanal antes de se mudar para Nova Iorque em 1834. Ali ele embarcou na carreira do entretenimento, primeiro com um show de variedades chamado "Barnum's Grand Scientific and Musical Theater" ("Grande Teatro Científico e Musical de Barnum"), e logo em seguida comprando o Scudder's American Museum, que ele logo renomeou em sua homenagem. Barnum usava o museu como plataforma para promover suas hoaxes (fraudes) e curiosidades humanas como a "Sereia de Fiji" (uma montagem do corpo de um peixe com a cabeça de um macaco) e o "General Tom Thumb" (Gen. Tom Dedão), um anão e sua família. Em 1850, ele promoveu uma turnê americana da cantora Jenny Lind, pagando para ela a soma sem precedentes de US$ 1 000,00 por noite por 150 noites.
Após alguns revezes econômicos por causa de investimentos ruins nos anos cinquenta - e anos de litígio e humilhação pública - ele se utilizou de uma turnê de palestras, majoritariamente como um palestrante sobre a temperança, para se livrar dos débitos. Seu museu foi o primeiro a ter um aquário nos Estados Unidos e ele expandiu o departamento do museu de cera.
Barnum serviu ainda dois termos na legislatura do estado de Connecticut como um republicano por Fairfield. Com a ratificação da 13ª Emenda Constitucional (sobre a escravidão), Barnum discursou perante os colegas da legislatura e disse: "Uma alma humana não deve ser minimizada. Ela pode habitar o corpo de um chinês, um turco, um árabe ou um hotentote - ela ainda assim é um espírito imortal!". Como prefeito de Bridgeport, ele trabalhou para melhorar o fornecimento de água, para iluminar as ruas e para fazer valer as leis sobre a prostituição e venda de bebidas alcoólicas. Barnum foi instrumental na fundação do hospital da cidade, fundado em 1878, e foi o seu primeiro presidente.
O circo foi a origem de sua fama duradoura. Ele fundou o "P. T. Barnum Grande Museu, Zoológico e Hipódromo Itinerante", uma mistura de circo, zoológico e museu de freaks que mudou de nome várias vezes.
Barnum foi casado com Charity Hallet e deste casamento nasceram quatro filhas: Pauline Taylor, Caroline Cornelia, Frances Irena e Helen Maria. Depois da morte de Charity, casou-se novamente, desta vez com Nancy Fish, em 1874.
Barnum morreu dormindo em casa em 7 de abril de 1891 e foi enterrado no Mountain Grove Cemetery, em Bridgeport, Connecticut, um cemitério que ele projetou.

## Galeria

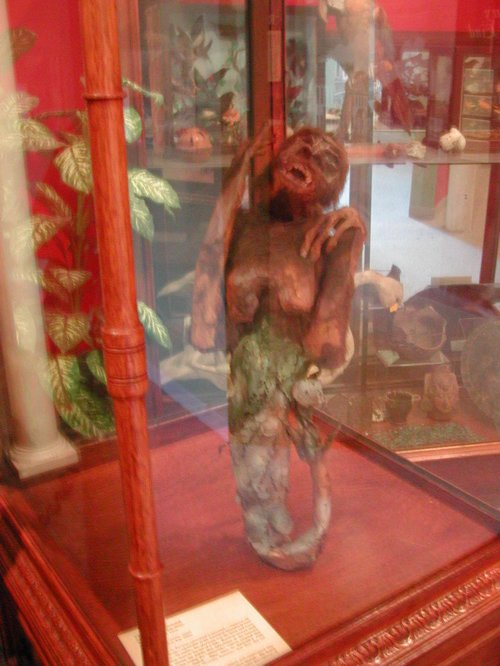
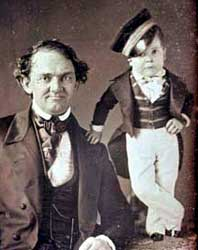
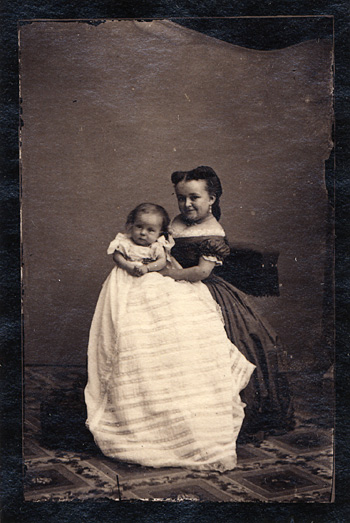
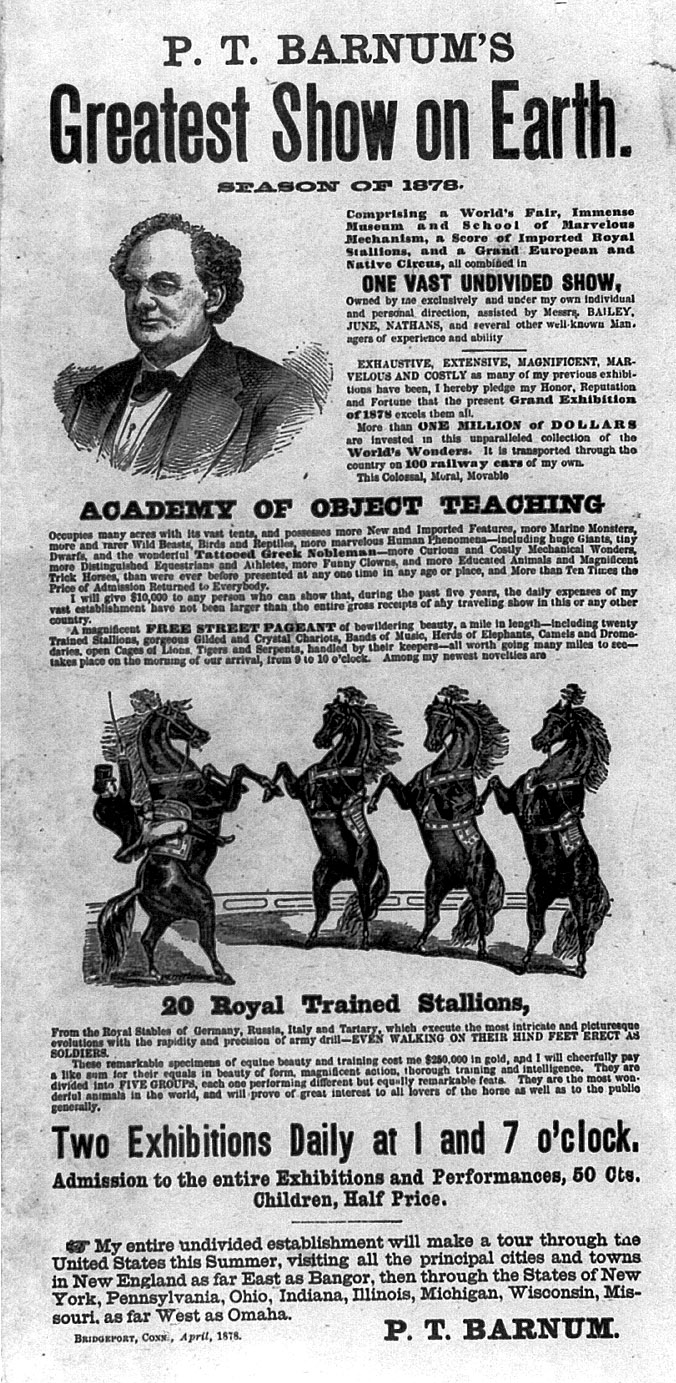